# دبیرستان و هنرستان دخترانه کاتارینان
دبیرستان و هنرستان دخترانه کاتارینان مربوط به دوره قاجار است و در اصفهان، خیابان حکیم نظامی، کوچه سنگتراشها، کوچه شکرچیان واقع شده و این اثر در تاریخ ۱۴ اسفند ۱۳۸۵ با شمارهٔ ثبت ۱۷۸۱۳ به‌عنوان یکی از آثار ملی ایران به ثبت رسیده است.